# آنا ليتفينوفا
آنا فلاديميروفنا ليتفينوفا (روسية:Анна Владимировна Литвинова؛ 1 مايو 1983 - 22 يناير 2013) عارضة أزياء روسية وحاملة لقب مسابقة ملكة جمال سابقة بعد تتويجها بمسابقة ملكة جمال كون - روسيا 2006 ومثلت روسيا في مسابقة ملكة جمال الكون 2006، انهت المسابقة في من ضمن أفضل 20 متنافسة.

## وصلات خارجية
- آنا ليتفينوفا على موقع IMDb (الإنجليزية)